# Família Sacirera
Els Sacirera, o Çacirera (La Cirera), cavallers, senyors, virreis i batlles, foren una família noble del comtat d'Urgell, concretament de la zona de Cervera i la seva rodalia. Tingueren el senyoriu del castell de Montcortès. Aquesta nissaga la tenim referenciada a la comarca de la Segarra, ja que prové del llogarret de la Cirera (municipi de Llorac, Conca de Barberà).
Una llegenda sobre un bandoler que robava als rics per donar-ho als pobres, parla d'un tal Bord Sacirera que vivia a Tarroja de Segarra.

## Membres destacats
- Guillem ça Cirera, cavaller, senyor de Bellvei, Sant Guim del Llor l'any 1359.
- Ramon ça Cirera, senyor de la Morana, any 1359.
- Maimó Sacirera, cavaller i lloctinent, senyor dels castells de la Goda i Clariana.
- Jaume ça Cirera, Cavaller i senyor del castell de Lloberola a finals del s.XIV.[1]
- Dalmau ça Cirera, mossen i ambaixador reial.
- Pere de Sacirera, donzell de Cervera, fill del senyor de la Morana. Assistí a les Corts de 1431 que se celebraren a Barcelona.
- Galceran Sacirera, senyor de la Morana i batlle de Cervera entre el 1459-1460. Assistí a les Corts de Tarragona l'any 1465.
- Elisabet de Çacirera, senyora del Castell de Montcortès, hi atorga testament el 4 de setembre de 1556.
- Jaume de Çacirera, senyor del terme i del Castell de Mascalvó. (? - 1577†).
- Francesc de Sacirera, veguer de Vilafranca del Penedès. Finals del s.XVI.
- Josep de Sacirera i de Calders, Cavaller i senyor de Sant Guim de la Plana. Assistí a les Corts de 1626.